# Eleonora Barbieri Masini
Eleonora Barbieri Masini, née le 19 novembre 1928 à Los Amates et morte le 28 juin 2022 à Rome, est une universitaire italienne, juriste et sociologue, professeur émérite d'études prospectives et d'écologie humaine à la faculté des Sciences sociales de l'université grégorienne de Rome.
Elle est également membre honoraire du Club de Rome.

## Biographie
D'origine écossaise du côté de sa mère, Eleonora Barbieri Masini est diplômée en droit constitutionnel à l'université de Rome « La Sapienza » en 1952 avec une thèse sur les relations entre l'Église et l'État italien. L'année suivante, elle effectue une spécialisation en droit comparé, puis en 1969, en sociologie.